# Lactarius subruginosus
Lactarius subruginosus é um fungo que pertence ao gênero de cogumelos Lactarius na ordem Russulales. Encontrado na Europa, foi descrito cientificamente por Jean Blum em 1976 e depois validado por Bon em 1985.